# Pietrarubbia

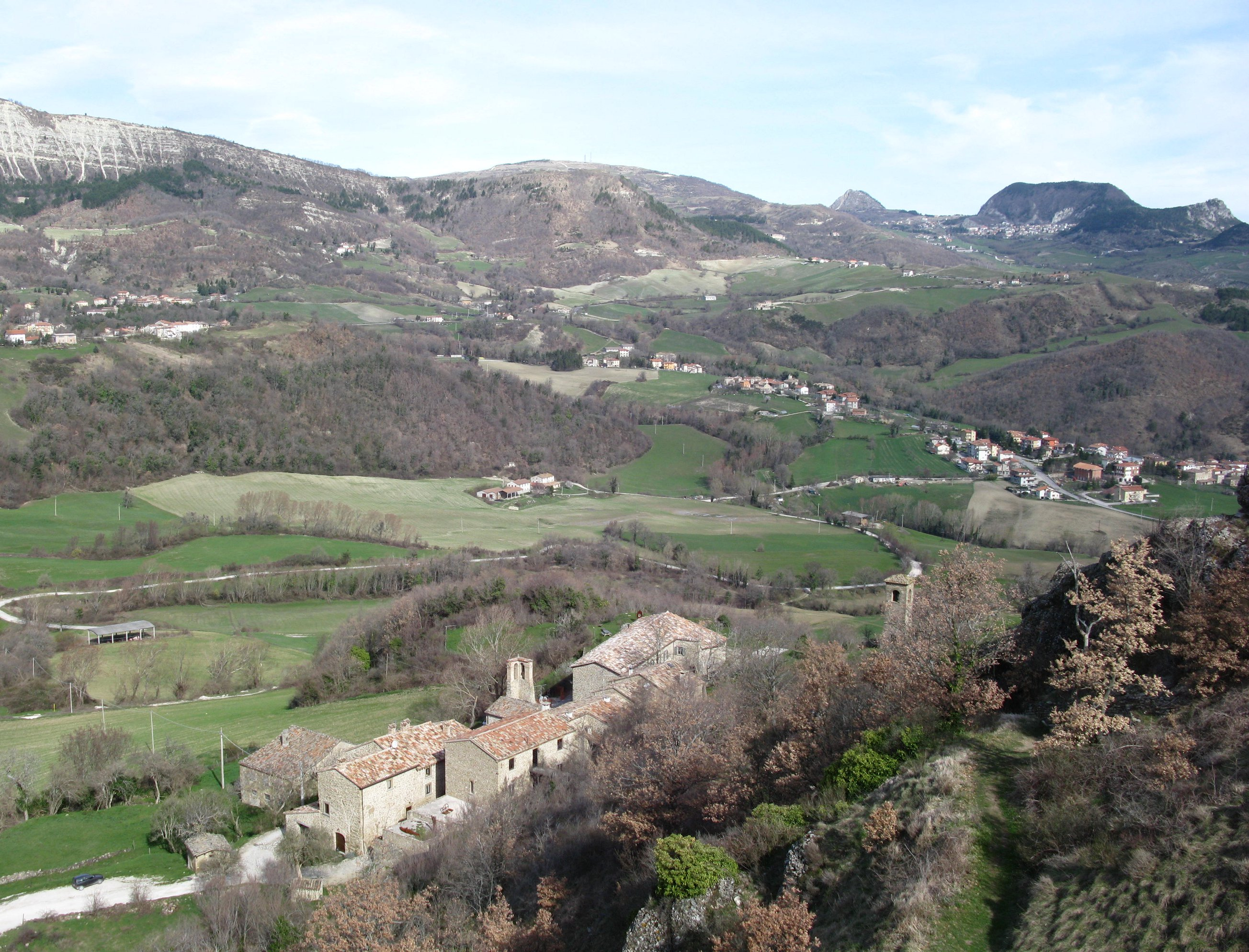
Pietrarubbia

Pietrarubbia ist eine italienische Gemeinde (comune) mit 577 Einwohnern (Stand 31. Dezember 2023) in der Provinz Pesaro und Urbino in den Marken. Die Gemeinde liegt etwa 44 Kilometer westsüdwestlich von Pesaro und etwa 22 Kilometer nordwestlich von Urbino und gehört zur Comunità montana del Montefeltro. Der Verwaltungssitz befindet sich im Ortsteil Mercato Vecchio.